# 日吉町山田
日吉町山田（ひよしちょうやまだ）は、鹿児島県日置市の大字。旧薩摩国日置郡日置郷山田村、日置郡日置村大字山田、日置郡日吉町大字山田。人口は123人、世帯数は57世帯（2020年10月1日現在）。郵便番号は899-3102。

## 地理
日置市の中部に位置している。字域の北方には日置市東市来町南神之川、南方から東方にかけては日置市日吉町日置、西方には日置市日吉町神之川がそれぞれ隣接している。
城山の西麓の丘陵部に位置しており、農業地域である。

### 湖沼
- 山田新池（ため池）[5]
- 小谷池（ため池）[5]

## 歴史

### 山田の成立と中世
山田という地名は鎌倉時代より見える地名であり、薩摩国日置北郷、日置庄のうちであった。元亨4年に日置北郷で下地中分が行われ、南方は地頭分、北方は領家分とされた。

### 近世の山田
江戸時代には薩摩国日置郡日置郷（外城）のうちであった。村高は「天保郷帳」及び「郡村高辻帳」では386石余、「三州御治世要覧」には325石余、「旧高旧領取調帳」には303石余であったと記されている。明治中期ごろには漁網の生産が行われていた。

### 明治以後の山田
明治4年に廃藩置県が行われ薩摩藩の統治区域である薩摩国、大隅国の区域に鹿児島県が設置された。1873年（明治6年）には大区小区制が敷かれ、日置は第十二大区となり、他の田布施、伊作、永吉、吉利と共に伊作の区長事務扱所に属した。
1889年（明治22年）に町村制が施行されたのに伴い、日置郷の区域より日置村が成立し、江戸期の山田村は日置村の大字「山田」となった。1955年（昭和30年）に日置村が吉利村と合併し、日吉町が成立。山田は日吉村の大字となった。
2005年（平成17年）5月1日に日吉町が伊集院町、吹上町、東市来町と合併し日置市が成立した。この合併に先立って設置された法定合併協議会である「日置中央合併協議会」において大字名については「字の区域は、現行どおりとし、現行の字の名称の前に当該字の属する合併前の町の名称を付し、字の名称を変更する。」と協定され、旧町名である「日吉町」を従前の大字名である「山田」に冠することとなった。合併日の2005年（平成17年）5月1日に鹿児島県の告示である「 字の名称の変更」が鹿児島県公報に掲載された。この告示の規定に基づき即日大字の名称変更が行われ、大字名が「日置」から日置市の大字「日吉町山田」に改称された。

## 施設

### 公共
- 日置市日新地区公民館[12]

### 寺社
- 一之宮神社
大国主命及び事代主命を祀る神社で、山田の鎮守で旧社格では村社であった[13]。

## 人口
以下の表は国勢調査による小地域集計が開始された1995年以降の人口の推移である。
| 統計年             | 統計年 | 人口 | 人口 |
| ------------------ | ------ | ---- | ---- |
| 1995年（平成7年）  | [ 14 ] | 201  |      |
| 2000年（平成12年） | [ 15 ] | 200  |      |
| 2005年（平成17年） | [ 16 ] | 190  |      |
| 2010年（平成22年） | [ 17 ] | 193  |      |
| 2015年（平成27年） | [ 18 ] | 160  |      |
| 2020年（令和2年）  | [ 2 ]  | 123  |      |

## 教育
日吉町山田には「日置市立日新小学校」が設置されていた。2018年（平成30年）に日吉町日置の日吉小学校に統合されたのに伴い閉校となり、日吉町山田からは学校施設がなくなった。

### 小学校
「日置市立日新小学校」は、1900年（明治33年）に日置尋常小学校の生徒数増加に伴って尋常科1・2年生が転入して新設された小学校である。1901年（明治34年）は尋常科3学年が日置尋常小学校から転校し、翌年には4年生以上が転入した。1941年（昭和16年）に国民学校となり、1947年（昭和22年）に小学校となった。1956年（昭和31年）に下伊集院村大字神之川（現在の東市来町南神之川と日吉町神之川の区域）のうち、一部が日吉町に編入されたのに伴い、編入された区域の児童83名を神之川小学校から転入した。
2018年（平成30年）に旧日吉町の日置小学校（日吉町日置）、日新小学校（日吉町山田）、住吉小学校（日吉町日置）と共に日置小学校跡地に日吉小学校が新設され統合されるのに合わせて閉校した。

### 小・中学校の学区
市立小・中学校に通う場合、学区（校区）は以下の通りとなる。
| 大字       | 区域 | 小学校                           | 中学校                           |
| ---------- | ---- | -------------------------------- | -------------------------------- |
| 日吉町山田 | 全域 | 日置市立日吉学園（義務教育学校） | 日置市立日吉学園（義務教育学校） |

## 交通

### 道路
一般国道
- 国道270号